# صلاح الدين مالوش
صلاح الدين مالوش (حفوز، 4 جوان 1956)، سياسي تونسي. شغل منصب وزير التجهيز من 29 أغسطس 2008 إلى 27 يناير 2011.